# Мостова вулиця (Київ, Дарницький район)
Мостова́ ву́лиця — вулиця в Дарницькому районі міста Києва, селище Бортничі. Пролягає від вулиці Шевченка до Левадної вулиці.
Прилучається Джерельна вулиця.

## Історія
Вулиця сформована до 1-ї третини XX століття під сучасною назвою, від однойменної місцини у Бортничах, якою пролягає.

## Зображення

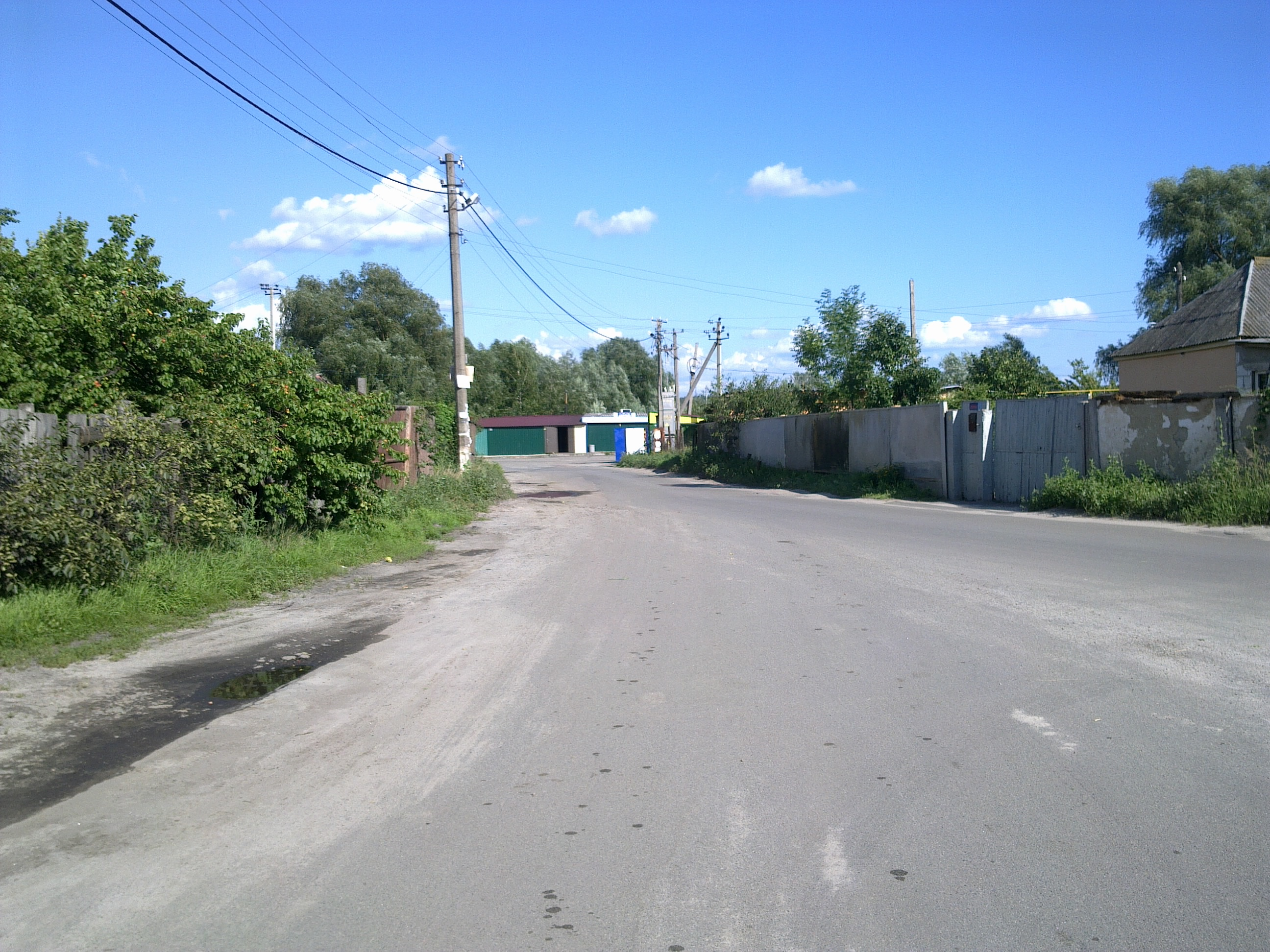
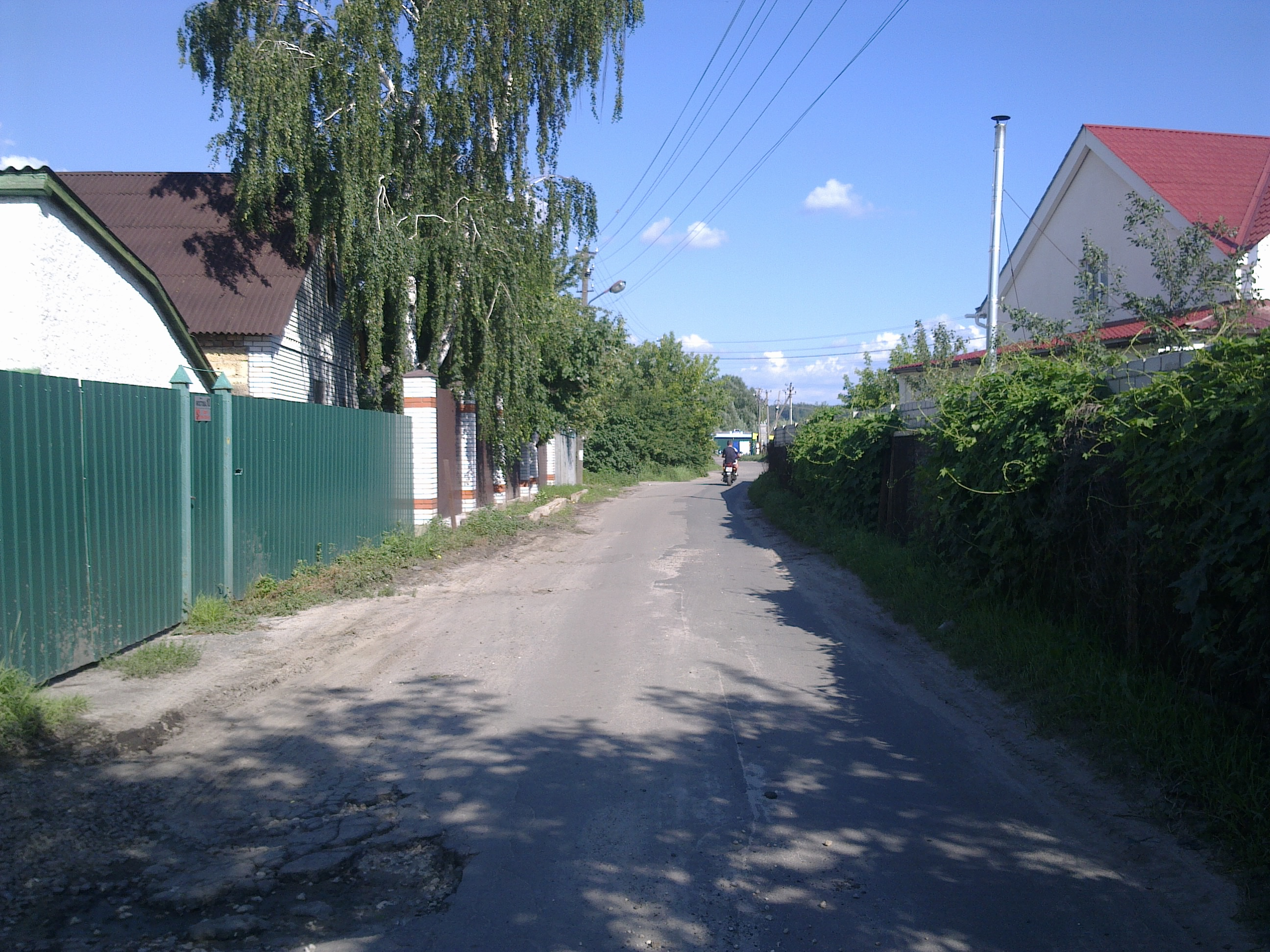

## Громадський транспорт
Маршрути автобусів
№ 104: ст. м. «Харківська» — Бортничі.